# 위그노 전쟁
위그노 전쟁(1562년 - 1598년)은 프랑스에서 발생한 종교 전쟁으로, 1562년 3월 1일 로마 가톨릭 세력이 프랑스내 개신교도(위그노)들에게 자행한 학살인 바시 학살로 인해 시작되었고, 위그노의 수장이었던 앙리 4세가 카톨릭으로 개종하여 국왕에 즉위한후, 1598년에 낭트 칙령을 발표함으로 신구 기독교 간의 종굥굥굥
위그노는 프랑스의 개신교 신자들을 가리키는 말로, 상공업 계층이 많았다. 이는 직업소명설을 주장하는 개신교의 교리가 프랑스 상공업자들에게는 '복음'이었기 때문이었다. 위그노 전쟁은 종교의 자유가 명분이지만, 보통 초기 신흥 부르주아 세력이 옛날체제(앙시앵 레짐)에 반발한 것이라고 해석한다.
로마 가톨릭교회가 귀족 등의 전통적 기득권 세력과 결탁하여 그들의 기득권을 보호하는 구실을 하면서 사회 체제를 경직시키고 있었고, 이러한 보수적인 신분 사회는 신흥 부르주아 계급에게는 심각한 제약이었다. 무역으로 성장한 네덜란드도 유사한 경우이며, 독일 북부의 영주들이 신흥 세력인 마르틴 루터의 종교 개혁을 지원한 것도 기득권 세력과의 마찰 때문이었다.

## 배경

### 칼빈주의의 성장

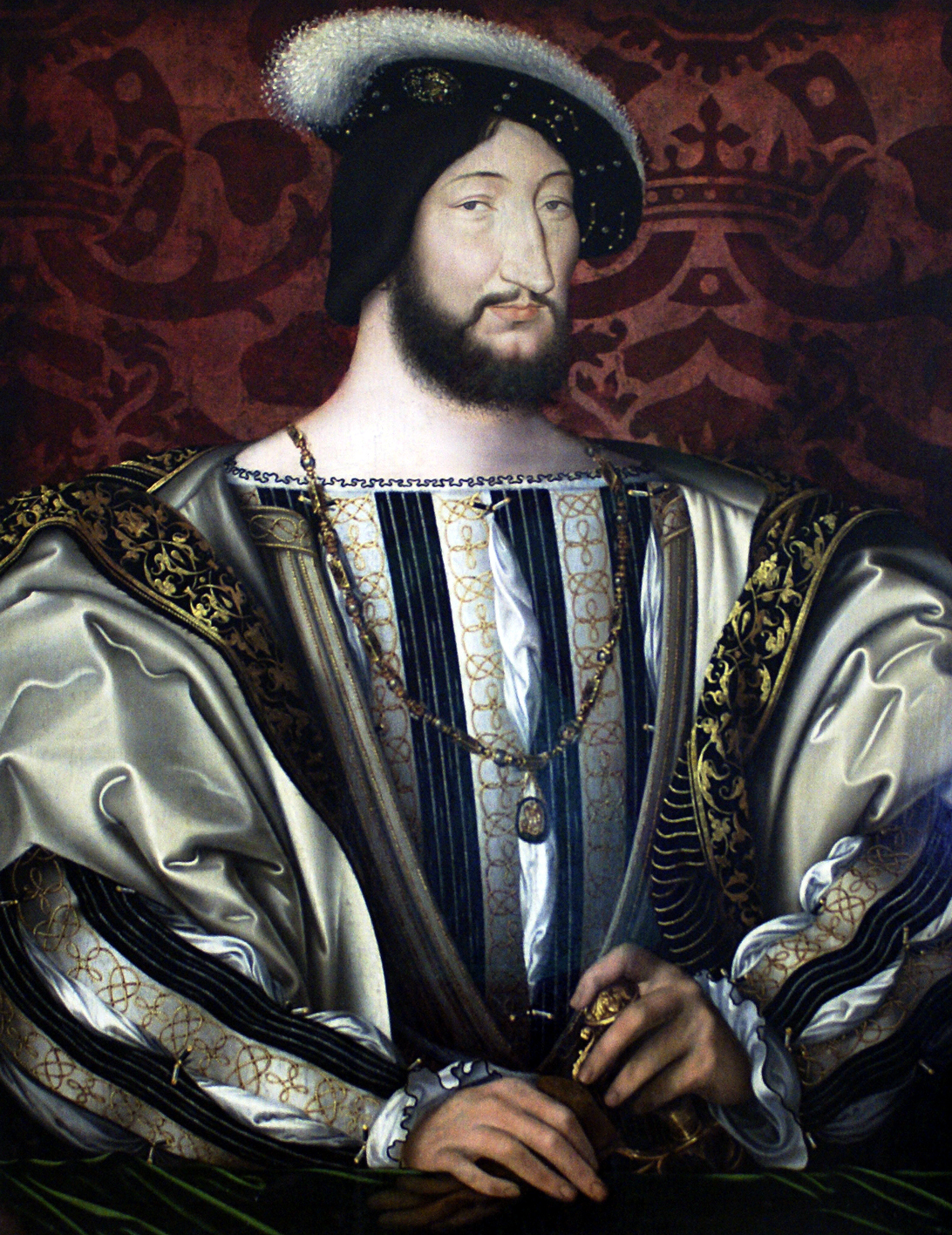
프랑수아 1세는 해를 거듭할수록 더욱더 퍼져가는 마틴 루터의 가르침을 이단으로 간주하는데 신중함을 보였다.

개신교는 마르틴 루터의 가르침인 루터주의의 형태로 프랑수아 1세 (1515-47) 때에 처음으로 프랑스에 소개되었다. 프랑수아는 원래 이단을 강하게 반대했지만 가톨릭교리와 정통 신앙의 정의가 분명하지 않았기 때문에, 개신교가 이단인지를 규정하는 데 어려움이 있었다. 루터의 글은 파리 일대의 사람들 사이에서 유포되었다. 이런 상황에서 프랑스 개신교도들은 루터의 주장보다 좀 더 근본적인 변화를 희망했다. 1535년 1월에 프랑스의 모든 "루터교도"들은 울리히 츠빙글리의 신학을 따르게 되었다.